# 莎蘭雅·春哈薩特
莎蘭雅·春哈薩特 （羅馬化：Saranya Chunhasart，1993年2月18日—），小名Jayda，現為泰國第7電視臺旗下女演員。

## 個人簡歷

### 早期生活
Jayda於1993年2月18日出生於泰國曼谷的挽卿縣。為家中么女，有個年長兩歲的姊姊。父母皆為泰國人，主要信奉佛教。

### 教育程度
- Rajavinitbangkhen School（中學）
- 泰國農業大學（英语：Kasetsart University）人文學院（學士）

### 演藝經歷
Jayda的演藝之路始於泰國農業大學所舉辦的"KU Freshy Boys & Girls"（ประกวดเฟรชชี่ของมหาวิทยาลัยเกษตรศาสตร์）競賽。之後在2011年參加了Just Modern所舉辦的"Colourful Wow Girl 2011"競賽，並獲得最佳上鏡獎。其後有機會參加"Seventeen Ambassador"競賽，更憑藉多部廣告作品在演藝圈小有名氣，並受到前輩的邀約參與電影《ศรีธนญชัย555+》演出。
2014年，與泰國第7電視台簽約，出演她的首部戲劇《狂野的心》，之後的作品還有《情歌》、《金10》與《聖人光環》等，被譽為能勝任各個角色的演員。

## 作品列表

### 電影
| 上映年份 | 電影名稱 | 電影名稱 | 角色    | 備註 |
| 上映年份 | 譯名     | 原文名   | 角色    | 備註 |
| 2014年   | 未知     |          | Srinual | 主演 |

### 電視劇
| 首播年份 | 戲名                               | 戲名      | 播放平台 | 角色                 | 備註 |
| 首播年份 | 譯名                               | 原文名    | 播放平台 | 角色                 | 備註 |
| 2014年   | 《狂野的心》                       |           | Ch7HD    | Watcharee Ratanapong | 配角 |
| 2015年   | 《情歌》                           |           | Ch7HD    | Thongnam Ngam        | 配角 |
| 2015年   | 《虎女郎親吻》                     |           | Ch7HD    | Ornuma （Ice）       | 主演 |
| 2016年   | 《金10》                           |           | Ch7HD    | Piangmart            | 主演 |
| 2016年   | 《建築女神》                       |           | Ch7HD    | Waewduen             | 主演 |
| 2017年   | 《聖人光環》                       |           | Ch7HD    | Meihua               | 配角 |
| 2017年   | 《愛的使命之在天空中尋找愛的坐標》 |           | Ch7HD    | Saririn              | 配角 |
| 2017年   | 《摯愛2017》                       |           | Ch7HD    | Piangprae            | 主演 |
| 2018年   | 《岳父大人槍太猛》                 |           | Ch7HD    | Namkhing             | 主演 |
| 2019年   | 《尋愛魔力》                       |           | Ch7HD    | Yada （Yim）         | 配角 |
| 2019年   | 《親愛的戰士》                     |           | Ch7HD    | Somjeed              | 配角 |
| 2020年   | 《菜市場遇到愛》                   |           | Ch7HD    | Chompoo              | 主演 |
| 2020年   | 《你是我心中的太陽2020》           |           | Ch7HD    | Phatcharee           | 配角 |
| 2021年   | 《我親愛的小冤家2021》             |           | Ch7HD    | Ingjan               | 配角 |
| 2022年   | 《五農神2022》                     |           | Ch7HD    | Taen                 | 配角 |
| 2022年   | 《以槍擋道》                       |           | Ch7HD    | Risa Thara           | 配角 |
| 2022年   | 《以槍擋道》                       | Ngaopleng | Ch7HD    |                      | 配角 |
| 2023年   | 《湄公河2023》                     |           | Ch7HD    | Pailin （Su）        | 配角 |
| 2024年   | 《圈愛詭計》                       |           | Ch7HD    | Buabucha （Bua）     | 配角 |

### 短劇
| 首播年份 | 戲名         | 單元名稱 | 播放平台      | 角色 |
| 2014年   | 《老天有眼》 |          | 泰國第7電視台 | 未知 |
| 2015年   | 《老天有眼》 |          | 泰國第7電視台 | 未知 |
|          | 《老天有眼》 |          | 泰國第7電視台 | 未知 |
| 2016年   | 《老天有眼》 |          | 泰國第7電視台 | 未知 |
| 2018年   | 《老天有眼》 |          | 泰國第7電視台 | 未知 |

## 外部連結
- 莎蘭雅·春哈薩特於Channel 7的簡介 （页面存档备份，存于）（泰文）
- 莎蘭雅·春哈薩特的Instagram帳戶（泰文）